# Cartes
Cartes é um município da Espanha na comarca de Besaya, província e comunidade autónoma da Cantábria. Tem 19 km² de área e em 2021 tinha 5 750 habitantes (densidade: 302,6 hab./km²).

## Demografia
| Variação demográfica do município entre 1991 e 2004 [carece de fontes?] | Variação demográfica do município entre 1991 e 2004 [carece de fontes?] | Variação demográfica do município entre 1991 e 2004 [carece de fontes?] | Variação demográfica do município entre 1991 e 2004 [carece de fontes?] |
| ----------------------------------------------------------------------- | ----------------------------------------------------------------------- | ----------------------------------------------------------------------- | ----------------------------------------------------------------------- |
| 1991                                                                    | 1996                                                                    | 2001                                                                    | 2004                                                                    |
| 2157                                                                    | 2954                                                                    | 3645                                                                    | 3752                                                                    |